# Mondial Rides

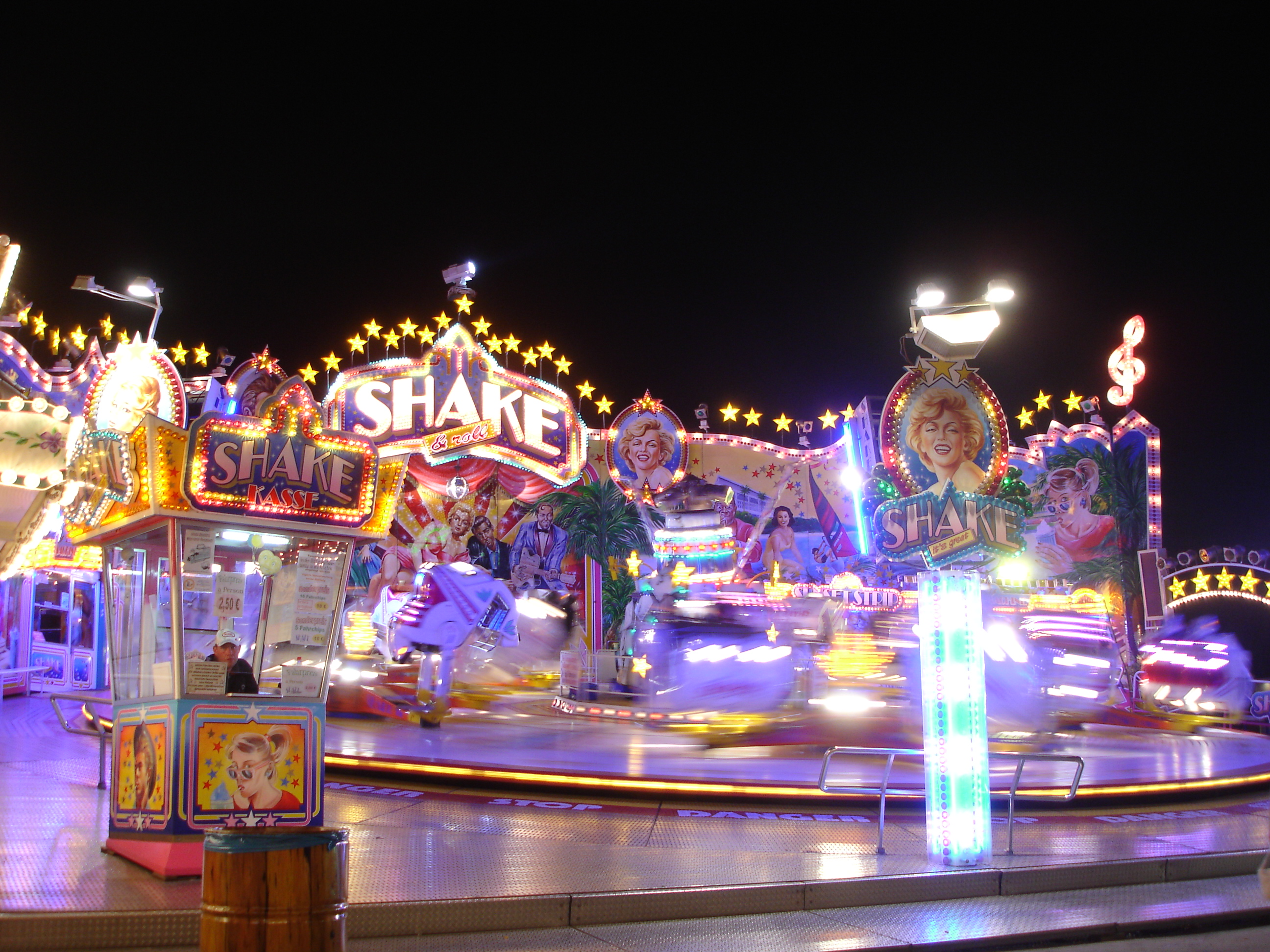
„Shake & Roll“ (Mondial Shake R5)
während der Öcher Bend in Aachen.

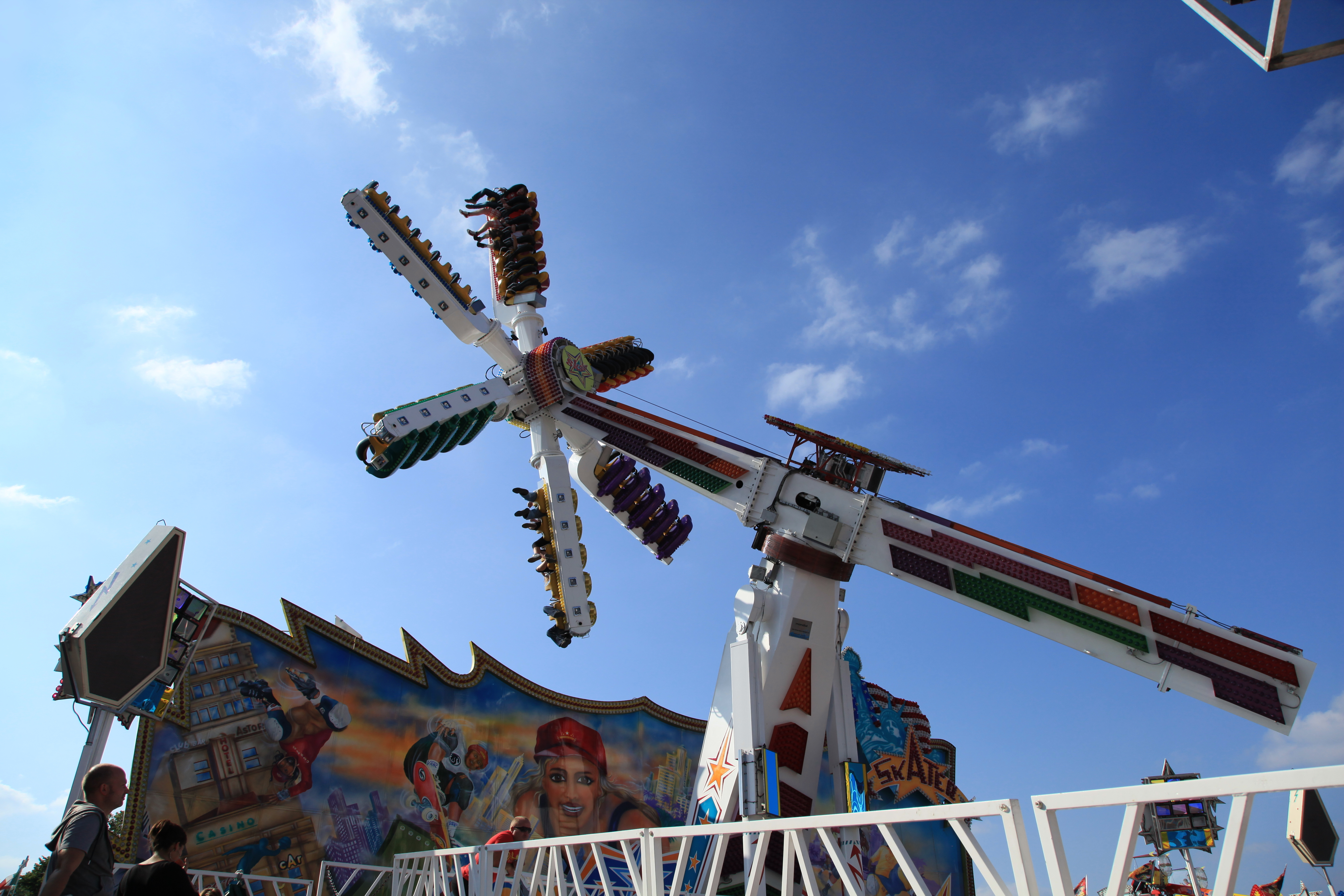
„Skater“ (Mondial Top Scan)
auf der Cranger Kirmes in Herne.

Mondial Rides (auch Mondial) ist ein niederländischer Hersteller für Fahrgeschäfte und Freizeitanlagen mit Sitz in Terband-Heerenveen.

## Geschichte
Mondial wurde 1987 in den Niederlanden als Hersteller für die Unterhaltungs- und Vergnügungsindustrie gegründet und hat sich insbesondere auf die Herstellung von transportablen Fahrgeschäften und Riesenräder spezialisiert. In dieser Zeit hat das Unternehmen fast 30 verschiedene Fahrgeschäfte entwickelt und auf den Markt gebracht. Die meisten Fahrgeschäfte, die von Mondial gebaut worden sind, sind auch in Deutschland sehr verbreitet und bis heute fester Bestandteil von Volksfesten und Freizeitparks. 

## Fahrgeschäftsmodelle
Die Produktpalette von Mondial Rides ist in vier Bereiche aufgeteilt:
1. Reisegeschäfte (Capriolo, Diablo, Furioso, Heart Breaker, Inferno, Jet Force, Mistral, Roll Over, Shake, Super Nova, Swinger, Top Scan, Tornado, Turbine)
2. Turm- bzw. Hochfahrgeschäfte (Wind Seeker, Sky Riser, Sky Seeker, Observation Tower)
3. Parkgeschäfte (Splash Over, Revolution, Ultra Max, Turbine Park Model)
4. Riesenräder (RR 35, RR 45, RR 55, RR 80)

## Rekord
Im November 2015 baute Mondial Rides das größte transportable Riesenrad der Welt. Es verfügt über eine Höhe von über 70 Meter und besitzt 48 Gondeln, in denen jeweils 8 Personen pro Gondel mitfahren können. Die Maximallast pro Gondel liegt bei 600 Kilogramm. Das Riesenrad wurde für den Franzosen Marcel Campion gebaut, der auch der Besitzer des Vorgänger-Riesenrad Roue de Paris gewesen war.